# 액설 브론
액설 브론(영어: Axel Braun, 1966년 9월 22일)은 이탈리아 출신의 포르노 영화 감독이다. XXX라는 부제를 붙인 슈퍼히어로 영화의 패러디 포르노 시리즈로 여러 포르노 시상식을 휩쓸고 또한 팬들의 사랑을 받고 있다. 이탈리아어 본명은 알레산드로 레(Alessandro Re)이다.